# 世にも奇妙な物語 春の特別編 (1997年)
『世にも奇妙な物語 春の特別編』（よにもきみょうなものがたり はるのとくべつへん）は、1997年3月31日（月曜）21:30 - 23:24にフジテレビで放送された『世にも奇妙な物語』の特別編。

## 完全治療法

### キャスト
- 大友和彦 - 武田真治
- 森本達夫 - 篠井英介
- 関口学 - 岸博之
- 山本遥 - 中村麻美
- 看護婦 - 主浜はるみ
- 研究員 - 東海林寿剛、坂牧康史、小泉博秀、松岡義憲

### スタッフ
- 原作 - 渡辺浩弐「また会いましたね」（『2000年のゲーム・キッズ』所集 / 幻冬舎）
- 脚本 - 鈴木勝秀
- 演出 - 小椋久雄

## 管理人

### キャスト
- 沢木聡美 - 松嶋菜々子
- 森尾環 - 西牟田恵
- 佐々木部長 - 伊藤洋三郎
- 主婦 - 山下裕子、今井里美
- 若い男 - 伊藤博幸、森光司
- 中年会社員 - 田口主将
- 男性社員 - 荒井靖雄
- 女性社員 - 富樫真、萩原実季
- 子供 - 宮内乙
- 横山郁夫 - 塩見三省

### スタッフ
- 原作 - 山田正紀「まだ名もない悪夢」（徳間書店）
- 脚本 - 大石哲也
- 演出 - 松田秀知

## 扉の先

### キャスト
- 本村（囚人七十番） - 椎名桔平
- 囚人五十番 - 今井雅之
- 囚人六十番 - NARUKO
- 看守 - 温水洋一、田中哲司
- 監視員 - 入江達也、山口晃史
- 医官 - 大石継太
- 囚人 - 清水師人、正木浩介、斉藤信行、三浦秀典、猫舞弘、上田直生、古口圭介、小林武親、藤田健彦、わきさか佳孝、村上リョウ、香月達行、森田和伸

### スタッフ
- 脚本 - 鈴木勝秀
- 演出 - 落合正幸

## 史上最強の転校生

### キャスト
- 太田咲子 - 安達祐実
- 篠崎教諭 - 中村綾
- 咲子の母 - 北原佐和子
- 藤田タカコ - 石橋けい
- 立川教諭 - 山口春香
- 伊藤教諭 - 矢野浩司
- 咲子の父 - 大場健二
- 生徒 - 堀江邦幸、大里要二、澤田雄吾、辻本千春、桜井卓、本田博仁、大野翔舞、武田尚也、百地千寿、花岡綾香、西堀布貴子、川嶋志保、柳下明子、神田舞子、古沢あかね、山中麻由
- 黒岩教諭 - 鶴見辰吾
- 小林校長 - 大杉漣

### スタッフ
- 脚本 - 武上純希
- 演出 - 辻野正人

## 私に似た人

### キャスト
- 日向雄二 - 西村雅彦
- 日向洋子 - 安達香代子
- 部長 - 谷本一
- 男子社員 - 山口正之輔
- 刑事 - 勝光徳、山中聡
- 女子社員 - 澤口夏奈子
- 女性 - 棚橋由美
- 日向弘子 - 岡田朋子
- 日向聡 - 伊倉慎之介
- バンド仲間 - 塩田哲嗣、村山浩、藤井伸昭、高嶋宏、津上研太

### スタッフ
- 脚本 - 橋部敦子
- 演出 - 中江功